# Ukroboronprom
Ukroboronprom (ukr. Укроборонпром, pol. Ukraiński Przemysł Obronny) – ukraiński państwowy koncern zbrojeniowy grupujący firmy związane z przemysłem obronnym Ukrainy. Koncern został utworzony w grudniu 2010.
W skład koncernu wchodzi m.in. producent lotniczy Antonow.
Sprzęt wojskowy opracowany przez firmy Ukroboronpromu to m.in. lekki transporter opancerzony Dozor B, przeciwokrętowy pocisk manewrujący R-360 Neptun, moździerz samobieżny Bars-8MMK, i wieloprowadnicowy system rakietowy Wilcha.